# Biblioteca Nacional de Timor-Leste
A Biblioteca Nacional de Timor-Leste é uma biblioteca em construção na aldeia de Ai-Tarak Laran, suco de Kampung Alor, posto administrativo de Dom Aleixo, município de Díli, na capital Díli. Conforme o Jornal da República de Timor-Leste, a biblioteca terá como funções básicas:
- 1) recolher, preservar e divulgar registos nacionais, bem como os resultados da investigação produzidos sobre o país;
- 2) proceder à troca sistemática de informação com outras bibliotecas internacionais;
- 3) servir como centro dinamizador da rede nacional de bibliotecas públicas, em ligação com outras bibliotecas já existentes e a criar.[2]